# 申綸
申綸（1470年—1538年），字廷言，號南濱，直隸廣平府永年縣人，明朝政治人物。弘治乙丑進士，官至雲南按察司副使。

## 生平
弘治十一年（1498年）戊午科順天府鄉試第一百十六名。弘治十八年（1505年），登乙丑科三甲第一百三十一名進士。正德元年授山西定襄知縣，随丁外艱，四年改浙江永康縣，丁内艱，皆因守制未能终任。七年壬申（1512年）服闋，補知山西平陸縣，九年調繁太原縣，十年升潞州知州，十二年升南京兵部武选司员外郎，十三年升戶部廣東司郎中，嘉靖元年（1522年）任河南衛輝府知府，治行为中州第一，四年冬入京述職，未及京师，調任常州府，次年以舉卓异，賜宴禮部。六年擢四川按察司副使，明年赴任，兼摄按察使事，八年考察以才力不及去職。嘉靖十年（1531年）夏補雲南曲靖等處兵備副使，十一年考察以年老致仕。卒年六十九。著有《南濱稿》。

## 家族
曾祖申達，知府；祖父申寧，賢良方正；父申廣，主簿。前母王氏；母岳氏。具庆下。
生二子二女：申翰、申翼。申翰生申仕、申、申偉、申储、申備、申倬、申僑。申翼生申位、申倎。